# 慈雲妙意
慈雲妙意（じうんみょうい）は、鎌倉時代後期から南北朝時代にかけての臨済宗の僧。俗姓は平氏。諱は妙意。道号は慈雲。諡号は恵日聖光国師。信濃国の出身。

## 経歴・人物
15歳で越後国五智山で出家・得度し、その後下野国日光山、鎌倉建長寺・円覚寺を経て、能登国永光寺の瑩山紹瑾に参禅したのち、越中国二上山に草庵を結んでそこに住した。草庵を訪れた孤峰覚明に同行し、紀伊国心地覚心に参禅した。永仁6年（1298年）に覚心が没するさい、「仏祖源流」、「初祖絵軸七葉図」、「無門関」、「払子」「如意」を与えられた。嘉暦2年（1327年）、二上山に東松寺（現・国泰寺）に住していたとき、後醍醐天皇からの諮問にこたえ、その功により紫衣と清泉禅師号を賜るとともに、国泰寺には官寺としての勅額を賜ったという。晩年に、光明天皇の禅に関する諮問に答え、紫衣を授けられた。没後、光明天皇から慧日聖光禅師号を贈られたという。覚心が与えた「初祖絵軸七葉図」は、国泰寺に「東山七葉頂相宗派図」として現在も所蔵する。